# Das Schiedsgericht
Das Schiedsgericht (Originaltitel in altgriechisch Ἐπιτρέποντες Epitrepontes) ist eine Komödie in fünf Akten von Menander. Die deutsche Erstaufführung fand am 7. Februar 1963 am Landestheater Tübingen unter der Regie von Ernst Kuhr statt. Grundlage dieser Aufführung war eine Bearbeitung und Ergänzung des Textes durch Wolfgang Schadewaldt.

## Handlung
Das Stück wurde 1905 wiederentdeckt und ist nur fragmentarisch überliefert. Alfred Körte übersetzte es ins Deutsche, wobei er die fehlenden Szenen ergänzte – nach eigener Aussage etwa ein Viertel des Stücks. Die folgende Inhaltsübersicht bezieht sich auf diese ergänzte Fassung.

### 1. Akt
Onesimos, ein Sklave des Charisios, berichtet von der Ehe seines Herrn mit Pamphile: Diese bringt schon fünf Monate nach der Hochzeit ein Kind zur Welt und lässt es von ihrer Amme Sophrone aussetzen. Charisios kommt von einer Reise zurück, erfährt von der Untreue seiner Frau und verdrängt seinen Kummer darüber, indem er im Haus seines Freundes und Nachbarn Chairestratos rauschende Feste feiert und sich mit der Harfenspielerin Habrotonon vergnügt. Smikrines, der Vater von Pamphile, ist zornig auf seinen Schwiegersohn, weil dieser mit den Festen die von Smikrines erhaltene Mitgift verprasst.

### 2. Akt
Smikrines versucht vergeblich seine Tochter zu überzeugen, ihren untreuen Mann zu verlassen und ins Vaterhaus zurückzukehren. Daraufhin trifft er auf den Hirten Daos, den Köhler Syriskos (einen Sklaven des Chairestratos) und dessen Frau, die ein Baby auf dem Arm hält. Die drei bitten Smikrines, einen Streit zwischen ihnen als Schiedsrichter zu schlichten:
Daos berichtet, er habe auf einer Weide das Kind sowie verschiedene Schmuckgegenstände gefunden.  Er gibt Syriskos, auf dessen flehentlichen Wunsch hin, das Kind in Obhut. Später verlangt Syriskos, auch den Schmuck ausgehändigt zu bekommen, der dem Kind gehöre und den er, als dessen Vormund, für das Kind verwahren will. Daos hingegen sieht den Schmuck als herrenlose Fundsache an und will ihn behalten. Smikrines entscheidet zugunsten von Syriskos, und Daos muss den Schmuck aushändigen. Während Syriskos den Schmuck begutachtet, kommt Onesimos dazu und erkennt einen Ring als Eigentum seines Herrn, Charisios, wieder.

### 3. Akt
Onesimos erzählt, sein Herr habe den Ring im letzten Jahr im Rausch bei einem Fest verloren. Er vermutet, Charisios habe dort eine Jungfrau vergewaltigt, die daraufhin ein Kind gebar und mit dem Ring aussetzte. Onesimos will nun Charisios nichts von dem Ring erzählen, um ihm zu ersparen, als Vater des Kindes enthüllt zu werden.
Da Habrotonon bei dem Fest zugegen war, weiß sie, was sich dort abgespielt hat und erkennt auch den Ring wieder, den die von Charisios geschändete junge Frau bei sich trug. Sie schmiedet mit Onesimos einen Plan, um den Fall aufzuklären: Sie will Charisios mit dem Ring und dem Kind konfrontieren und behaupten, sie selbst sei die Mutter. Sie hofft, dass er die Tat gesteht und sie freikauft – sie gehört bisher dem Sklavenstand an.
Smikrines erfährt von dem Koch Karion, wie Habrotonon beim Festmahl im Haus des Chairestratos ihren Plan erfolgreich umgesetzt hat. Er befürchtet, sein Schwiegersohn werde nun die Mutter seines Kindes in sein Haus aufnehmen – zum Nachteil von Pamphile.

### 4. Akt
Smikrines ist fest entschlossen, Pamphile zu sich zurückzuholen, diese weigert sich aber. Sie bereut, ihr Kind ausgesetzt zu haben. Nachdem Smikrines die Szene verlässt, kommt Habrotonon mit dem Kind dazu und erkennt Pamphile als die auf dem Fest geschändete Jungfrau wieder. Sie hat das Kind also mit ihrem späteren Ehemann Charisios gezeugt – beide waren sich dessen aber nicht mehr bewusst.
Charisios bereut heftig die Untreue und Hartherzigkeit gegenüber seiner Frau. Nachdem Habrotonon ihn über die wahren Umstände und seine Vaterschaft aufgeklärt hat, ist er überglücklich und kauft Habrotonon frei.

### 5. Akt
Smikrines, zunächst immer noch wütend, tritt auf und wird über die Umstände aufgeklärt. Pamphile und Charisios haben einander verziehen. Onesimos wird für frei erklärt, auch Syriskos und dessen Frau werden zum Dank dafür, das Kind gerettet zu haben, freigekauft.

## Textausgabe mit Kommentar und Übersetzung
- William D. Furley (Hrsg.): Menander, Epitrepontes (= BICS supplement 106). Institute of Classical Studies, School for Advanced Study, University of London, London 2009, ISBN 978-1-905670-25-3.
- Menander: Das Schiedsgericht. Komödie in fünf Akten. Übertragen, ergänzt und mit einem Nachwort von Alfred Körte. Reclam, Stuttgart 1974.

## Hörspielbearbeitung
- 1962 Menander Das Schiedsgericht – gesprochen von: Armas Sten Fühler, Clara Walbrähl, Günter Kütemeyer, Marcel Hillaire, Lola Müthel, Peter Lieck, Eduard Marks, Wolfgang Forester, Gustl Halenke, Wolfgang Spier, Kurt Lieck u. Renate Schroeter (SWR2 | 82'29 ISBN 9783956153990)